# Пуэрто-Аякучо
Пуэрто-Аякучо (исп. Puerto Ayacucho) — с 1928 года столица венесуэльского штата Амасонас. Город с населением 80 тыс. жителей, расположен на реке Ориноко.

## Климат

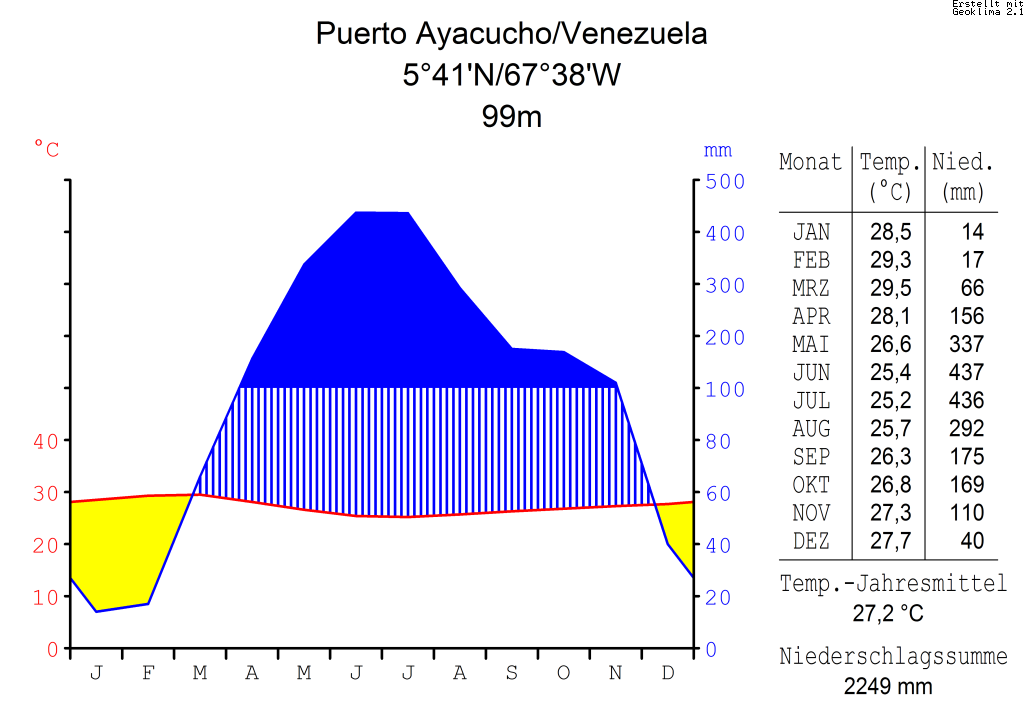
График средних температур и осадков в Пуэрто-Аякучо

Пуэрто-Аякучо расположен в тропиках Южной Америки. Среднегодовая температура составляет 26,8 градуса Цельсия. Среднегодовое количество атмосферных осадков составляет 2260 мм. В городе имеется метеостанция.
| Показатель              | Янв. | Фев. | Март | Апр. | Май  | Июнь | Июль | Авг. | Сен. | Окт. | Нояб. | Дек. | Год  |
| ----------------------- | ---- | ---- | ---- | ---- | ---- | ---- | ---- | ---- | ---- | ---- | ----- | ---- | ---- |
| Средний максимум, °C    | 34,4 | 35,4 | 35,5 | 33,5 | 31,5 | 30,4 | 30,3 | 31,0 | 31,9 | 32,7 | 33,2  | 33,5 | 32,7 |
| Средняя температура, °C | 27,7 | 28,4 | 28,6 | 27,4 | 26,1 | 25,4 | 25,1 | 25,4 | 25,8 | 26,2 | 26,7  | 27,0 | 26,6 |
| Средний минимум, °C     | 22,7 | 23,2 | 23,7 | 23,6 | 23,1 | 22,6 | 22,3 | 22,4 | 22,5 | 22,7 | 22,8  | 22,7 | 22,8 |
| Норма осадков, мм       | 31   | 36   | 74   | 163  | 311  | 408  | 398  | 298  | 198  | 183  | 127   | 42   | 2269 |
| Источник: World Climate |      |      |      |      |      |      |      |      |      |      |       |      |      |

## История
Город был основан в 1924 году вместе с Samariapo в 63 км южнее как портовый город. Два города соединила дорога, огибавшая непригодную для судоходства из-за речного порога часть Ориноко. Таким образом стала возможным транспортировка древесины из Амасонаса. До 1980 года оба города были соединены только друг с другом, изолированы от остальной Венесуэлы. Только в 1980 году плохая песчаная дорога была обновлена и Пуэрто-Аякучо начал быстро расти. В настоящее время порт утерял своё значение.